# Joe Kidd
Joe Kidd (pt: A Crista do Diabo) é um filme de faroeste estadunidense lançado em 1972, estrelando Clint Eastwood e Robert Duvall. Foi dirigido por John Sturges.

## Sinopse
No início dos anos 1900, Joe Kidd (Clint Eastwood), um antigo caçador de recompensas está preso por caçar em terra indígena e causar problemas na cidade de Sinola. O revolucionário mexicano Luis Chama (John Saxon) está por trás de uma revolta contra os fazendeiros locais, que têm expulsado os moradores e colonos.
Kidd é convidado para um grupamento - financiado pelo rico fazendeiro Frank Harlan (Robert Duvall) - para capturar Chama, mas rejeita a proposta para não envolver-se na questão. Harlan insiste e Kidd finalmente aceita a missão, após saber que a gangue de Chama invadiu suas terras e atacou um de seus empregados.

## Elenco principal
- Clint Eastwood ...  Joe Kidd
- Robert Duvall ...  Frank Harlan
- John Saxon ...  Luis Chama
- Don Stroud ...  Lamarr Simms
- Stella Garcia ...  Helen Sanchez